# セブンスドラゴン
『セブンスドラゴン』（7th Dragon）は、セガより2009年3月5日に発売されたニンテンドーDS用ロールプレイングゲームソフト。企画開発はイメージエポックが担当。

## 概要
本作はディレクターで、『世界樹の迷宮』でもディレクターを務めた新納一哉を迎え製作されたRPGである。
「人類と竜の戦いを描いたストーリー」「コマンド形式の戦闘」「見下ろし視点の2Dマップ」など、『ドラゴンクエスト』を代表とするオーソドックスなRPGを踏襲した作品となっている。
『世界樹の迷宮』との共通点を指摘されることが多い。これは新納ディレクターを含め、一部共通の開発スタッフが製作しているためである。
2011年11月23日に外伝の『セブンスドラゴン2020』が発売され、2013年4月18日に『2020』の続編となる『セブンスドラゴン2020-II』が発売され、2015年10月15日に『セブンスドラゴンIII code:VFD』が発売された。
なお本シリーズは、当初はファンタジー編を4部作、外伝として東京編の計5部を構想として作製されており、ファンタジー編完結後に東京編をやる予定であったが、ハード変更に伴ってイメージを変えるべく次回作として東京編となる『2020』が開発された。
また、外伝である2020シリーズは、2020-Ⅱに続く第三作目で完結するという旨のテキストが2020-Ⅱに存在している。
しかし結果として、第三作目こと『code:VFD』にて本作から連なるセブンスドラゴンの物語自体が完結を迎える事となった。

## システム

### プレイヤーキャラクター
本作には、プレイヤーの分身となる主人公の存在は無い。プレイヤーキャラクターとなる冒険者（本作ではハントマンと呼称）に固有の名前は無く、7種ある職業ごとに4パターンある外見を自分で設定することが出来る。なお、外見による能力差は存在しない。
パーティは、プレイヤーがあらかじめ登録したギルド内のメンバーの中から、最大4人で組むことができる。

### 職業
パーティキャラクターには7種の職業が用意されている。前衛向けの職業から、後方からの支援向けの職業まで、様々な役割を有している。
各職業が持つ固有のスキル（技・術など）は、スキルポイントを使用して取得・強化していく。
ファイター
鍛え抜かれた体で巨大な武器を操る、生粋の戦士。大剣や斧といった重装備が可能な、攻撃タイプの職業。
ローグ
暗殺術を用い敵を葬る、裏社会の始末屋。弓や短剣を用い、様々な支援スキルで敵を翻弄する。
サムライ
古代剣「刀」を用いて戦う、異国の剣士。一撃が大きい刀が装備でき、独自の「構え」から様々な技を繰り出す。
ナイト
守護の誓いをたてた、鉄壁の守護者。圧倒的な守備力を誇る重装備が可能で、パーティを保護する為の様々なスキルを有する。
メイジ
世界の理を操り、天変地異をひきおこす術士。様々な攻撃魔法を覚えることができ、圧倒的な火力を誇る。
ヒーラー
傷を癒すことを得意とする医術士。回復から蘇生まで、パーティ生存の要となる職。
プリンセス
味方を鼓舞し敵対者の力を奪う、南海の歌姫の末裔。歌スキルによる支援が得意な他、鞭による敵の操作も可能。

### 戦闘
エグゾースト（EX）
3つあるゲージを1つ消費し、一部を除く行動の効果を飛躍的に上昇させる（攻撃力や回復量の上昇、逃走する確率の上昇など）。また、エグゾースト専用スキルもゲージ1つを消費することにより使用が可能。宿屋に泊まるか、特別なアイテムを使用しない限りゲージを回復することは出来ない。
エクストラターン（EXTRA TURN）
リアクト系のスキルの発動条件を満たした場合、そのキャラは同ターン内で再行動が出来る。

### フィールド
フロワロ
フィールドやダンジョンに繁る、竜を呼ぶ花。これに囲まれた町や村は物価が上昇してしまうが、減らすことにより下がる。フロワロは踏むことで一時的に減らすことが出来る（宿に泊まると増えていく）が、踏む度にダメージを受ける（軽減するスキル有り）。中には何回か踏まないと消滅しない花も存在するが、消滅させると経験値が入る。
シンボルエンカウントエネミー
ダンジョン内に現れる黒い影。本作の戦闘はランダムエンカウント方式であるが、竜等の強力なモンスターは黒い陰の姿でダンジョンを徘徊しており、接触すると戦闘になる。動きまわるものとこちらを追いかけてくるものが存在する。近くに他のシンボルエンカウントエネミーがいる場合、一定ターン経過すると敵増援として乱入してくる。

## ストーリー
強大な力を持つ7匹の竜によって土地が奪われ、さらに奪われた土地から「フロワロ」と呼ばれる毒花が生え、生き物が生息できなくなりつつある世界。人々は生き残りをかけて、ハントマンによる竜の討伐を行っている。

## 登場人物

### カザン共和国
ドリス＝アゴート
カザン共和国初代大統領。元は伝説的なハントマンであり、カザン共和国を建国した英雄。彼に憧れるハントマンは数多い。最近頭角を現し始めたプレイヤーのギルドに目をかけ、竜掃討の希望を託す。
カザンに竜が襲来した時、皆を逃がすために一人残り、赤帝竜キングドラゴンとの激戦の末、死亡する。武器は剣で、初めてキングと戦うときにはその剣が刺さっている。
その後はアイテルにより魂だけの存在として生きながらえていた。その後は真装竜ヘイズと融合して、竜殺剣ドリスとなる。
好物は唐揚げで、カザンでは彼の名を冠した「アゴート揚げ」と呼ばれて売られている。その他同じく彼の名前を冠した「ベルトオブドリス」という装備品がある。
メナス
カザン共和国大統領補佐官。ミッションの発令等でプレイヤーのギルドと関わり合う。真面目な性格。
故郷はジェリトというミロス近郊の村だが、疫病が流行ったため焼き払われた。
エラン
ギルド管理部の長をしている女性。プレイヤーがギルドメンバーの登録・削除等を行う時にお世話になる。
昔は魅惑の女冒険者として活躍していたらしい。酒豪で、ドリスと飲み比べをして勝ったという伝説がある。
ネストル
新進気鋭のギルド「王者の剣」のリーダー。熱血漢のファイター。プレイヤーの先輩として様々な助言や援助をしてくれる。ドリス大統領に憧れてハントマンとなった。「リーダーは赤」という美学があるらしく、赤い色のものを好むらしい。
ユーリィ
「王者の剣」の紅一点のヒーラー。ネストルの幼馴染。
ゲンブ
「王者の剣」のサムライ。寡黙だが仲間のことを思う気持ちは強い。

### ミロス連邦国
エメラダ＝デ＝ミロス
ミロス連邦国女王。箱入りで世間知らずだが、高いカリスマを持ち国民からは慕われている。現実が見えていない平和主義・理想主義の持ち主で、竜襲来に際しても積極的な行動は取っておらず、対話によって解決できるはずだと信じている。
国民の生活ぶりを確かめるために変装して町へ行きたがる行動的な面も見られる。密かにクセッ毛を気にしている。
グリフ
女王の側近を勤める騎士。実直な性格だが、女王への敬愛が強すぎるあまり若干過保護気味になっており、近付く者に対して厳しい態度を取りがち。
ヴォルグ
ミロス連邦国の評議会議長。女王の側近の一人。悪人顔をしているが基本的には善人。グリフと同じく女王に対してはやや過保護気味。女王の理想と現実との狭間で苦悩している。
大賢者ファゴットに師事していたことがある。

### アイゼン皇国
ソウゲン
アイゼン皇国の王（皇国なのに何故か王と呼ばれている）。選民思想が強く、国民を省みない暴君。竜襲来に際しても自国の軍の強さを盲信して何ら具体策を打ち出そうとしない。皇妃が三人いる。
実は相当な戦闘能力の持ち主で、並の暗殺者程度なら返り討ちにしてしまえる実力があるらしい。
リッケンとシオンの説得により、本来の王としての威厳を取り戻す（ただし慢心は少し残っている）。
リッケン
アイゼン皇国の公爵。外交を主に任されている。かつて各国を遊歴していた経験があり、柔軟な考えと現実を見据えられる眼の持ち主。国の現状を憂いてはいるが、国への忠誠心からソウゲン王に逆らうことができず、王の改心を願っている。
アイゼン1世の遠縁の血筋のため王位継承権がある。そのことが原因でソウゲンは自分の玉座を奪われるのではないか、と悩んでいる。
シオン
サイモン村に住む子爵。レジスタンスのリーダーに祭り上げられている理想家。統率力に欠けるため周囲の暴走を抑えきれないこともある。
見た目は少年だが実はそれなりの年齢。本人は自分の未熟を戒めるために敢えて否定せず少年で通している（アリエッタ曰く｢サバ読んでる｣）。
先祖はアイゼン1世の側近だった。

### 学都プレロマ
エメル
プレロマの学長。見た目は幼い少女そのものだが、昔からずっと変わらない姿をしているという謎の多い人物。竜に対して激しい憎悪を抱いている。
正体はかつて竜に滅ぼされた世界｢ヒュプノス｣の生き残りで、巫女。アイテルの姉。
竜を倒すためにはいくら犠牲を払ってもかまわない、という非情な考えから、プレロマ学士長の権利を剥奪され、地下牢に閉じ込められる。
その後はアイテルの説得により前線から下がり、禁地トゥキオンで妹と共に生きる。
ノワリー
エメルの直属の部下。電子工学の専門家。外交を任されて各国のもとに使者として派遣されることもある。
学長エメルを尊敬しているが、竜への憎悪の強さと犠牲を厭わないその態度に、危機感を抱いている。
使わないのに首に眼鏡を3つかけている（アリエッタ曰く｢メガネマニア｣）。
ファロ
本名は「ナ＝ファロヴラリエ＝クラティンカ」。幼い少女ながらも極めて優秀な頭脳を持ち、様々な作戦の立案を任される。ただし人見知りが激しいのが欠点で、知らない人が相手だと怖がってすぐに逃げ出してしまう。
「〜ますです」「〜ですです」などといった特徴的な口調の持ち主。

### ネバンプレス帝国
ルシェ王
本名不明。アイゼン同様こちらも帝国なのに王と呼ばれている。豪快で勇敢な人物だが、彼も国民も勇敢で死を恐れないがあまり多数の犠牲者を出してしまっている。額に宝石がめり込んでいる。愛用の武器は最強の鎚「ユコンヴァサラ」。
ジェッケ
ネバンプレスの軍のルシェ戦士団団長を務めるルシェ族の男。言動は粗暴だが人情に厚く、多くの兵士から慕われている。相棒のバントロワには頭が上がらない。
バントロワ
ジェッケの相棒のルシェ族の女性。実力は高く頭も切れる。クールで口数が少なく、若干天然な部分もある。頭に血が上り易いジェッケの抑え役に回ることが多い。美人だが本人は自分の美貌に無頓着。
ガイオン
ネバンプレス北方にあるメルライト工房の親方で、世界一の腕を持つと評判の伝説的な職人。豪放磊落な人物。彼の名を冠した手製の鎧「ガイオンロリカ」が存在する。
千人砲に命を奉げた。
バーナード
メルライト工房にいるガイオンの弟子。ミロス出身。ルシェ族ばかりのメルライト工房の中で唯一の人間であるため、周囲からは変わり者扱いされている。
師匠であるガイオンの意思を継ぎ、作中最強の鎧｢キングフォートレス｣を作る。

### マレアイア群島国
セティス
マレアイア群島国女王。聖なる歌声で結界を張り、国を守っている。
結界を張る要となる古代遺跡マレアレ神塔に帝竜ドレッドノートが住み着いてしまったため、配下の騎士シャンドラを遣わしてプレイヤーのギルドに助力を求めてくる。
シャンドラ
マレアイア群島国の女性騎士。真面目な女性。ゲーム中のグラフィックでは判別し辛いが、筋骨隆々な姿をしているらしい。
かつては大陸にいたが男に裏切られてマレアイアに逃げてきたという経歴を持つため、極度の男性不信に陥っている。

### その他
アイテル
神秘的な雰囲気をもつ謎の女性。ドリス大統領と知り合いらしい。
正体はエメルの妹で、｢ヒュプノス｣の巫女。タケハヤの恋人。
ハノイ
町から町を彷徨い、女性に惚れてはナンパを繰り返し失敗する、孤独なるラブハンター。ナンパを成功させるためプレイヤーのギルドを利用しようと様々な依頼を持ち込む。
決め台詞は「スーパーメロウタイムだ☆」。
ゼス
武村ハイレインに住んでいる「剣聖」。世界でも珍しい人間とルシェ族との混血。ドリス大統領の親友にして最大のライバル。彼とは幾度となく戦い、その度に引き分けだったが、最後の戦いで左目を失い、ドリスに負けた。ドリス大統領に認められたプレイヤーのギルドに対して試練を課してくる。
ある条件を満たすと、彼の刀である｢星眼｣（作中で最強の刀）が入手できる。
ファゴット
ミロス北東の島に住む大賢者。120歳。物腰柔らかな好々爺。お茶を好む。
スパイル
大賢者ファゴットの弟子をしている少年。年老いている師匠に代わり各地の遺跡の調査に赴いている。生意気な性格で口が悪いが、ツンデレの傾向が見られる。
レン
カザン北方の遺跡群の側にあるコルリアの宿で一人暮らしている少女。クールな性格で不思議な雰囲気を持っている。雪だるまに命を吹き込むことができるらしい。
プレイヤーが家の中を漁ろうとすると辛辣に咎めてくる。
ジェンジェン爺
アイゼン東のドーマ火山の側にある温泉宿「ニギリオの宿」の主。ケチで守銭奴。数多くのルシェ族を奴隷同然に働かせている。裏社会とのコネがあるらしい。
アリエッタ
ニギリオの宿で働くルシェ族のメイド。過労で倒れている所をプレイヤーに発見され、色々気にかけてくれるプレイヤーを慕ってくれるようになる。
タケハヤ
かつての竜との戦いで人間に勝利をもたらした人類最強の戦士。金髪とオッドアイが特徴の青年。槍を使った物理攻撃や、氷属性や回復の魔法などを使う。
｢ドラゴンクロニクル｣により自身を半竜としている。主人公のギルドと戦い、敗れることでドラゴンクロニクルを無理矢理はがし、死亡。長年生きていたのは竜の力によるもので、人間としての寿命はとっくに越えていた。
アイテルの恋人。アイテル曰くドリスと似た魂の輝きを持っているらしい。
人間だった頃の姿や彼が勝利をもたらした戦いは次回作『セブンスドラゴン2020』で描かれる。
名前の由来は｢建速須佐之男命｣から。
ND
エクストラダンジョンの最上階に待ち受ける隠しボス。全ての竜と人類の母たる存在である「母なる竜」。
花の群と融合したようなドラゴンであり、「コノハナチルヒメ」と「コノハナサクヒメ」を従える。
倒すと更なる戦いを予感させる台詞と共に消えるが、その言葉通りシリーズ完結作『セブンスドラゴンIII code:VFD』にて自ら表舞台に上がる。

## 専門用語
ハントマン
「冒険者」とも呼ばれる。モンスターの退治、荷物運びにアイテムの採集や調達などといった様々な厄介事全般を請け負う職業。
ハントマンとして働くにはカザンにあるギルドオフィスでの登録が必要。
依頼を受けるためにはクエストの発生を確認した後各地にあるクエストオフィスで受領する必要がある。国家から発動されるミッションを受領するためのミッションオフィスはカザン共和国にしかない。
竜
突如、世界に襲来した謎の存在。「帝竜」と呼ばれる上位の存在がおり、さらにそれをも従える「真竜」という最上位の存在がいるらしい。
星に命の種を撒き、その星で生命が育ち文明が発展した時それを喰らいに現れる存在。竜を統べる七体の真竜はまず前段階として自分の子供たちにその星をフロワロで覆い尽くさせ、食べやすい状態にした後に飛来する。
フロワロ
竜が生み出す赤い花。駆逐するためにはその場所にいる竜を殲滅するか、ボスを倒すかしないといけない。
中には「フロワロシード」という高い経験値（次のレベルまでに必要な経験値の半分）をモンスターが紛れていることがある。アイテムの「フロワロシード」を使用することで竜もろとも復活する。
ポータル
プレロマが開発した次元転送装置。世界各地に点在しており、ポータルとポータルの間を一瞬で移動できる。使用するためには「ポータル・キー」というアイテムが必要だが、その性質上各国の首脳及び特別な許可を受けた者にしか与えられない。
傍には必ずセーブポイントがあり、そこで飛空艇をポータルの傍に呼び出すことも可能。
ルシェ
人間と異なる耳を持つ種族。男性は浅黒い肌に尖った耳を持ち、女性は獣のような耳を持つ。
アイゼン皇国ではかつて奴隷として迫害されていた歴史を持ち、その名残で今でもルシェに対する蔑視が根強く残っている。
迫害されていたルシェの一部はアイゼンを脱出し、ネバンプレス帝国を興した。
ロナム
マレアイア群島国に伝わる、破魔の力を秘めた特殊な楽器のこと。
敵とのエンカウント率を下げる「ロナムフルート」が代表的だが、もっと大掛かりなロナムも存在する。

## ハントマンの名前
余談だが、公式サイトの「ちびキャラTALK」にハントマンの名前が掲載されている。
ナイト♂：アレス、グリオン
ナイト♀：ケイト、ビリッチ
ファイター♂：ブーン、レオ
ファイター♀：モイコ、ハルカラ
メイジ♂：シャルル、グラスト
メイジ♀：イクラクン、ヴァネッサ
ローグ♂：ヤック、ユスタス
ローグ♀：メルク、ハッチ
サムライ♂：シシマル、ガッサン
サムライ♀：ラン、ナムナ
ヒーラー♂：ケビン、ジェリコ
ヒーラー♀：モル、ロザリー
プリンセス：マロン、ノーラ、アルジャ、モモメノ

## スタッフ
- プロデューサー：小玉理恵子
- ディレクター：新納一哉
- サウンドコンポーザー：古代祐三
- キャラクターデザイン：モタ
- モンスターデザイン：山本章史
- シナリオ：シナリオ工房 月光
- 広報：宇田洋輔

## 関連商品

### 書籍

#### 漫画
セブンスドラゴン The COMIC
- 月刊ComicREX連載 原作：セガ 漫画：電脳桜蛙団
- IDコミックス REXコミックス 2010年5月8日発売 ISBN 9784758061933

#### 攻略本
セブンスドラゴン 最速ガイドブック
- 編集：ファミ通書籍編集部
- 2009年3月5日発売 ISBN 9784757747968

セブンスドラゴン コンプリートガイド
- 編集：ファミ通書籍編集部
- 2009年4月25日発売 ISBN 9784757749061

#### イラスト集
セブンスドラゴン 設定画集
- 編集：ファミ通書籍編集部
- 2009年10月9日発売 ISBN 978-4047261129

### CD
セブンスドラゴン オリジナル・サウンドトラック
- レーベル：5pb.Records
- 2009年4月22日発売 ASIN B001SUQ5K0

ピアノと弦楽器の生演奏による「セブンスドラゴン」スーパー・アレンジ・バージョン
- レーベル：5pb.Records
- 2009年6月24日発売 ASIN B0026L3FE4